# Máscara Negra
Máscara Negra (Roman Sionis) es un supervillano ficticio que aparece en los cómics estadounidenses publicados por DC Comics. Creado por Doug Moench y Tom Mandrake, hizo su primera aparición en Batman # 386 (agosto de 1985). El personaje es comúnmente descrito como un señor del crimen brutal y despiadado en Gotham City que tiene una fijación con máscaras y obtiene placer sádico a la hora de la tortura. Máscara Negra es uno de los enemigos más perdurables del superhéroe Batman y pertenece al colectivo de adversarios que conforman su galería de villanos.
El personaje ha sido adaptado fuera de los cómics en varias formas de medios, incluyendo la serie televisiva animada The Batman, la película animada Batman: Under the Red Hood y la franquicia de videojuegos Batman: Arkham. El personaje hace su debut cinematográfico de acción en vivo en la película perteneciente al DC Extended Universe Birds of Prey (2020), interpretado por Ewan McGregor, y la segunda temporada de la serie de Arrowverso Batwoman, interpretado por Peter Outerbridge.

## Biografía

### Historia de origen
La historia del origen de Máscara Negra fue establecida desde su primera aparición. Roman Sionis hijo de padres millonarios y absolutamente egocéntricos, que se preocupaban más por su condición social que por su hijo; momentos después de su nacimiento, el médico descuidadamente lo dejó caer de cabeza. Los padres de Roman estaban menos preocupados acerca del bienestar de su hijo que del encubrimiento del incidente para que sus amigos de alta sociedad no se enteraran. De niño, Roman fue atacado por un mapache rabioso en la villa familiar de los Sionis; sus padres le prohibieron decirle a alguien sobre el incidente. Además se añadió la "amistad" de su padre con su compañero socialité de Gotham City, Thomas Wayne; a ambos padres de Roman no les agradaban Thomas y su esposa Martha, y eran muy vocales acerca de ella en privado, pero continuaron asociándose con ellos para garantizar su condición social, hasta el punto de obligar a Roman a hacerse amigo del hijo de los Wayne, Bruce. La hipocresía de sus padres tuvo un gran impacto en él, y Roman llegó a odiarlos, así como a las "máscaras" que llevaban en público.
Después de graduarse de la preparatoria, a Sionis se le dio una posición de alto rango dentro de la empresa de su padre, Cosméticos Janus. Ahí, conoció y se enamoró de Circe, una secretaria de clase obrera. Sus padres no aprobaron la relación y le dejaron claro que debía romper con ella. Enfurecido, Sionis incendió la mansión de su familia, matando a sus dos padres. Tras sus muertes, él heredó la fortuna y el negocio de su familia. Sionis carecía de la perspicacia para los negocios de su padre, y eventualmente arruinó Cosméticos Janus mediante la financiación de una línea fallida de pintura facial de maquillaje. En su desesperación, él arrojó varias cantidades de dinero químicos empleados para crear un producto que salvara a la compañía, y lo que volvió a él fue una especie de maquillaje a prueba de agua. El producto fue trasladado de urgencia al mercado sin las pruebas adecuadas, y una vez que salió al mercado, resultó ser una toxina mortal que desfiguró a varios cientos de mujeres.
Circe, ahora la prometida de Sionis, rompió con él delante de todo su personal. Bruce Wayne, ahora la cabeza de Empresas Wayne, ofreció el rescate de su empresa con la condición de que Sionis cediera el control y permitiera que Wayne designara su propio Consejo de Administración. Sionis accedió, pero estuvo furioso por la humillación que había sufrido. Indispuesto a culparse a sí mismo por sus fracasos en la vida, Sionis irrumpió en el cementerio donde fueron enterrados sus padres; segundos antes de que pudiera abrir la cripta Sionis, un relámpago lo golpeó, abriendo la puerta y estrellando la cabeza de Sionis en una piedra cercana. Sionis tomó el incidente como un presagio de su "renacimiento", y entró en la cripta, rompiendo el ataúd de ébano de su padre con la piedra. A partir de los pedazos rotos del ataúd, Sionis talló una máscara que simbolizó su nueva identidad: el señor del crimen, Máscara Negra.

### Carrera criminal
Dentro de un mes, Máscara Negra había reunido decenas de pequeños criminales alrededor de Gotham en lo que se conoció como la Sociedad de Caras Falsas, utilizando la cripta Sionis como su base de operaciones. Cada miembro de la Sociedad de Caras Falsas llevaba una máscara distintiva (presumiblemente de la propia colección de Sionis), a lo cual Máscara Negra prometió que les permitiría acceder a instintos más viles e identidades más poderosas. La Sociedad de Caras Falsas se extendió rápidamente a través de Gotham, atrayendo finalmente la atención de la policía y de Bruce Wayne, que ahora opera como el justiciero Batman. A medida que sus secuaces enterraban a Gotham bajo una ola de crímenes, el propio Máscara Negra comenzó su venganza contra aquellos que creía que le habían hecho daño. Él asesinó a tres ejecutivos de la Fundación Wayne, utilizando máscaras que habían sido mezcladas con una forma concentrada del maquillaje tóxico de Cosméticos Janus. Hecho esto, él secuestró a Circe de su nueva carrera como modelo de revistas y la obligó a ponerse una máscara mezclada con una forma diluida del maquillaje, perdonándole la vida pero desfigurando su rostro de forma permanente. Máscara Negra entonces le exigió a Circe que se reuniera con él, o se enfrentaría al "tratamiento facial completo", como el que tuvieron los ejecutivos de Wayne. Al no tener elección, Circe accedió, y se le dio una máscara "maniquí", intencionalmente diseñada para burlarse de su vida anterior.
Mientras tanto, Batman había deducido la verdadera identidad de Máscara Negra, y predijo correctamente que Bruce Wayne sería su siguiente objetivo. Con la esperanza de tenderle una trampa a Máscara Negra, él celebró un baile de máscaras en la Mansión Wayne, sabiendo que Sionis no sería capaz de resistir a asistir. Fiel a sus predicciones, Sionis, con Circe como su "pareja", se infiltraron en el baile y se mezclaron con los invitados. Sionis posteriormente atrajo a Bruce al conservatorio de la mansión, con la intención de asesinarlo con una pistola. Bruce luchó con éxito y desarmó a Sionis, obligando a este último a escapar, y permitiendo que Robin (Jason Todd) lo rastreara a su escondite en la cripta Sionis. El Dúo Dinámico pronto siguió a Máscara Negra en el cementerio, luchando contra las hordas de la Sociedad de Caras Falsas con facilidad. Sin embargo, Máscara Negra escapó a través de un fondo falso instalado en el ataúd de su padre, y huyó del cementerio en una carroza fúnebre. Con el Batmóvil pisándole los talones, Máscara Negra se dirigió a la provincia familiar de los Sionis, anotando su fracaso para matar frente gracias a la "debilidad" de Roman Sionis, y con la intención de separar totalmente su identidad con la de Máscara Negra. Mientras Batman y Robin se enfrentaban a los miembros restantes de la Sociedad de Caras Falsas, Máscara Negra entró en el viejo dormitorio de Roman Sionis, y prendió fuego a sus viejos juguetes, intentando quemar la mansión hasta el fondo. Aunque fue fortalecido por su acto simbólico, el sentido de invencibilidad de Máscara Negra fue de corta duración, ya que salió de la habitación para ver que todos los miembros de la Sociedad de Caras Falsas habían sido derrotados por Batman y Robin. Totalmente desquiciado, Máscara Negra escapó al dormitorio quemado. En un intento de salvarlo de una muerte ardiente, Batman lanzó un Batarang conectado a un cable alrededor de las rodillas de Máscara Negra, haciéndole caer de cabeza justo cuando las vigas del dormitorio estaban comenzando a colapsarse. Las vigas cubrieron el rostro de Máscara Negra en la pila de juguetes quemados; aunque Batman y Robin fueron capaces de arrastrarlo del fuego, pronto se reveló que las llamas habían consumido la máscara en su rostro, cumpliendo irónicamente su deseo de borrar todos los rastros de Roman Sionis. Máscara Negra fue posteriormente sentenciado al Asilo Arkham. A pesar de que la Sociedad de Caras Falsas y Circe cruzaron caminos más tarde con Batman, Máscara Negra permaneció tras las rejas hasta que fue liberado por la mente criminal, Ra's al Ghul, junto con los demás reclusos de Arkham. Máscara Negra no fue uno de los prisioneros que siguieron el ejemplo del Joker y buscaron a la mente detrás de la fuga. Por lo tanto, él nunca participó en la "guerra" contra los aliados y seres queridos de Batman, y se puede presumir que nunca descubrió la participación del terrorista inmortal. Como este relato fue el último que tomó lugar en la Tierra-Uno, se puede suponer que Máscara Negra permaneció libre.
Después de la Crisis en Tierras Infinitas, Jeremiah Arkham permaneció como preso del Asilo Arkham. Él fue uno de los reclusos que Jeremiah Arkham desató contra Batman durante los acontecimientos de "The Last Arkham", y supuestamente fue golpeado sin sentido junto con los otros reclusos. Luego, Sionis regresa al crimen después de una fuga no especificada, conservando evidentemente la mayor parte de su historial Pre-crisis. Pronto comienza de nuevo la Sociedad de Caras Falsas, ascendiendo en las filas del inframundo de Gotham City mientras avanza en su vendetta contra Bruce Wayne. Para detener a la Sociedad de Caras Falsas, Batman se hace pasar por un nuevo recluta en sus filas, bautizado como "Skullface" por el propio Máscara Negra. Máscara Negra luego secuestra a Lucius Fox, quien participó en el rescate de Janus Cosmetics por parte de Bruce Wayne. Aunque Batman finalmente puede salvar a Fox, Máscara Negra logra evadir la captura. Máscara Negra permanece prófugo durante los eventos de "Knightfall" y "Zero Hour", y reaparece poco después para matar al mafioso rival "Dirty Dan" Doyle en una emboscada.
Más tarde, Máscara Negra es abordado por Araña Negra, que desea unirse a la Sociedad de Caras Falsas. Máscara Negra exige que el joven "haga sus huesos" primero al estrellarse en un baile de máscaras que se lleva a cabo en la Mansión Wayne. Más tarde, Batman se entera de que Araña Negra es un agente doble que trabaja para el mafioso "Turk" Ottoman, y lo rastrea hasta un teatro abandonado donde le impide dispararle a Máscara Negra, quien posteriormente escapa durante el caos. Máscara Negra reaparece como un señor del crimen en la historia de "El Culto", habiendo renunciado a su vendetta contra Bruce Wayne. Él controla una gran parte del inframundo criminal de Gotham hasta que la ciudad es destruida por un terremoto en el arco argumental "No Man's Land".
Máscara Negra luego se convierte en el líder de un culto, cuya marca registrada es la cicatrización ritual, renunciando a su máscara y desfigurando su rostro para parecerse a un cráneo humano ennegrecido hasta que Batman y la Cazadora lo disuelven al derrotar y encarcelar a Máscara Negra en la Penitenciaria Blackgate, aunque el señor del crimen escapa antes de que la ciudad vuelva a formar parte del país.
En Catwoman vol. 3 #16, Máscara Negra comienza una red de tráfico de drogas y decide trasladar su organización al East End de Gotham. Catwoman pronto comienza a interferir con los planes de Máscara Negra, robándole dinero y dándoselo a los pobres. Máscara Negra toma represalias obligando a Sylvia Sinclair a revelarle la identidad secreta de Catwoman. Después de destruir el centro juvenil de Catwoman, Máscara Negra secuestra a su hermana y su cuñado, al último de los cuales tortura hasta la muerte con herramientas eléctricas, antes de obligar al primero a comer pedazos del cadáver de su esposo, incluidos sus globos oculares. Catwoman llega y encuentra a su cuñado muerto, a su hermana loca y a su amiga Holly Robinson a punto de ser torturada. Enfurecida, Catwoman se enfrenta a Máscara Negra en su ático, donde el señor del crimen cae desde lo alto del edificio.
En el segundo acto de War Games, Spoiler busca a Orfeo, con la esperanza de que Batman controle a todos los señores del crimen de Gotham. Sin embargo, Máscara Negra asesina a Orfeo cortándole la garganta y procede a torturar a Spoiler para obtener información sobre el resto de su plan. Máscara Negra luego asume la identidad de Orfeo usando masilla facial y relleno, engañando incluso a Batman y Onyx. Como Orfeo, tiene la misión de matar a cualquier miembro o asociado de la familia Batman. Cuando Máscara Negra regresa para continuar torturando a Spoiler para entretenerse, descubre que ella se ha escapado y posteriormente la rastrea. Aunque ella escapa de sus garras una vez más, Spoiler supuestamente muere debido a las heridas infligidas a ella y la negligencia deliberada de Leslie Thompkins.
Máscara Negra luego se infiltra en la Torre del Reloj de Oracle en un intento de exponerla a la mafia, y Batman lo ataca con una rabia ciega. Temeroso de que Máscara Negra mate a Batman, Oracle activa un dispositivo de autodestrucción en la torre para que Batman la salve. Máscara Negra luego se convierte en el señor supremo del inframundo de Gotham, reuniendo suficientes recursos financieros para comprar un androide Amazo y una gran cantidad de kryptonita. Aliado con el reportero Arturo Rodríguez, Máscara Negra inicia una campaña para desacreditar a Batman; mientras Rodríguez critica a Batman en la prensa, Máscara Negra comete una serie de asesinatos disfrazado como el Caballero de la Noche. El verdadero Batman finalmente expone a Rodríguez y captura a Máscara Negra, pero el señor del crimen mata al oficial que lo escoltaba y lo transporta a la cárcel y escapa nuevamente.
Más tarde, una serie de ataques de Red Hood (revelado más tarde como el presunto protegido fallecido de Batman, Jason Todd) hace que Máscara Negra pierda poder y dinero ante este nuevo rival. El asesino Deathstroke luego se acerca a Máscara Negra y le ofrece un lugar dentro de la Sociedad. Ansioso por fortalecer su control cada vez más tenue sobre el inframundo, el señor del crimen acepta. Sin embargo, Red Hood incluso puede eludir a los miembros de la Sociedad; eventualmente desmantela por completo el control de Máscara Negra sobre el crimen organizado de la ciudad. Máscara Negra luego continúa amenazando a las personas más importantes en la vida de Catwoman, lo que la lleva a tomar represalias disparando a Máscara Negra en la mandíbula con su arma, matándolo. Después del tiroteo, Selina Kyle le pasa el papel de Catwoman a su amiga Holly, quien pronto es arrestada por el asesinato de Sionis. Durante la historia de Gotham Underground, docenas de posibles jefes del crimen intentan llenar la vacante creada por la muerte de Máscara Negra.
En Blackest Night, Máscara Negra resucita como Black Lantern e intenta mostrarle a Catwoman por qué "dispararle en la cabeza fue una mala idea". En un intento por asustar a Catwoman, Black Mask persigue a su hermana una vez más. Demuestra la capacidad de volar y reorganizar las estructuras de los edificios. Hiedra Venenosa logra detener a Máscara Negra atrapándolo dentro de una planta de jarra mutada, sus jugos digestivos disuelven su cuerpo tan rápido como su anillo puede regenerarlo.

### The New 52
En el reinicio de The New 52 (lanzado en 2011), Roman Sionis se restablece como Máscara Negra, y su historia con la Sociedad de Caras Falsas permanece algo intacta. Esta versión del personaje tiene un trastorno de personalidad dividida, siendo Roman Sionis una personalidad y Máscara Negra la otra, y la tecnología en su máscara le otorga la capacidad de controlar a "los débiles de mente". Roman Sionis es visto por primera vez en la enfermería del Asilo Arkham siendo tratado por el Dr. Jeremiah Arkham durante la Noche de los Búhos; Sionis intentó una huelga de hambre para intentar recuperar su máscara. Cuando los Talons atacan el Asilo, el Dr. Arkham le devuelve a Sionis su máscara para influenciar telepáticamente a los reclusos para que ataquen a los Talons y evitar que alguien siga a Arkham a su habitación segura. Máscara Negra luego intenta usar sus habilidades en Batman, pero falla y se ve obligado a escapar del asilo. Máscara Negra luego reaparece para volver a montar la Sociedad de Caras Falsas, entrando en conflicto con El Sombrerero Loco mientras lo hace (quien considera a Máscara Negra como un enemigo debido a sus habilidades de control mental similares). Batman interviene y pone fin a su batalla y Sionis es enviada de regreso a Asilo Arkham. Durante la historia de Forever Evil, Máscara Negra aparece como miembro de la Sociedad Secreta de Supervillanos cuando el Sindicato del Crimen llega de su Tierra. Máscara Negra y su Sociedad de Caras Falsas interfieren en la batalla de los Renegados contra Sr. Frío y Clayface para reclamar la recompensa por los Renegados.

### DC Rebirth
En el reinicio de DC Rebirth, Roman Sionis sigue siendo uno de los señores del crimen más poderosos de Gotham. Esta versión del personaje lleva una máscara metálica negra y está aliada con el Pingüino y el Gran Tiburón Blanco en una alianza conocida como "los Blancos y Negros". Juntos, contratan a la KGBestia para matar a Batman. En la secuela de Watchmen, Doomsday Clock, Máscara Negra se encuentra entre los villanos que asisten a una reunión clandestina organizada por Riddler para hablar sobre la teoría de Superman. En Teen Titans Rebirth, Damian Wayne mantiene a Máscara Negra encerrado en su prisión secreta después de enterarse de su participación en la destrucción del restaurante árabe Tarbooshes.

## Poderes y Habilidades
Máscara Negra es un cerebro criminal y un analista táctico con gran riqueza y recursos a su disposición, lo que lo convierte en uno de los jefes de delincuentes más poderosos de la zona criminal de Gotham. Ha utilizado sus diversas conexiones para eliminar la oposición y consolidar el poder utilizando el miedo y la intimidación; es famoso por sus técnicas de tortura física y psicológica brutalmente sádicas, que usaba para extraer información o simplemente para atormentar a sus enemigos por entretenimiento. Es un experto tirador con armas de fuego, particularmente con sus pistolas automáticas gemelas, aunque también es experto en armas cuerpo a cuerpo como las espadas. Es un hábil combatiente mano a mano y ha demostrado impresionantes niveles de resistencia; su alta tolerancia al dolor le ha permitido defenderse contra luchadores consumados como Batman y Catwoman. También es un exitoso hombre de negocios, imitador, actor y artista de escape.
Por los eventos de The New 52, la máscara de ébano negro de Roman Sionis posee habilidades de control mental similares a la hipnosis que se extienden a través del material de las máscaras que usan los secuaces, estando directamente bajo su control. Black Mask también ha matado a sus víctimas mediante la aplicación de máscaras llenas de toxinas en sus caras, envenenándolas y dejando sus caras horriblemente arrugadas y ennegrecidas.

## Otros personajes llamados Máscara Negra

### Jeremiah Arkham
En la historia de Battle for the Cowl, surge un segundo criminal que usa el alias de Máscara Negra. Finalmente se revela que su identidad es el Dr. Jeremiah Arkham, quien asumió el papel de Roman Sionis después de sufrir un colapso psicótico por la exposición a una variedad de sustancias químicas que alteran la mente de varios villanos de Batman.

### Richard Sionis
En la revisión de toda la línea de DC de sus cómics de superhéroes, DC Rebirth, una historia presenta al padre de Máscara Negra, Richard Sionis, como el precursor del alias de Máscara Negra, donde simplemente se le llamaba "la Máscara" y fue el fundador de la Familia Criminal Sionis, también conocida como la Sociedad de la Cara Falsa. Cuando Richard estaba en el hospital y se estaba muriendo de vejez, Roman se coló en el hospital disfrazado de enfermero y envenenó a su padre para obtener el control total de la Sociedad de la Cara Falsa; deja la máscara de la firma de su padre en su cadáver. Esta historia retomó la información de que Charles Sionis era su padre. Richard Sionis / La Máscara se presentó por primera vez en el drama televisivo de FOX Gotham, interpretado por Todd Stashwick y representado como una adaptación de Máscara Negra.

## Otras Versiones

### Batman: Crimson Mist
En la historia de Elseworlds Batman: Crimson Mist, Máscara Negra descarta con arrogancia las advertencias de Dos Caras sobre el ahora vampírico Batman, creyéndose intocable hasta que Batman ataca a la Sociedad de Caras Falsas en su almacén base mientras está en la forma de un murciélago monstruoso. El vampírico Caballero Oscuro atraviesa a los secuaces de Máscara Negra, incluso arranca la cabeza de un hombre con la boca, y luego se muestra dejando las cabezas cortadas de la Sociedad fuera de la Penitenciaría Blackgate, incluida la de Máscara Negra.

### Batman: Gotham Adventures
Máscara Negra aparece en Batman: Gotham Adventures, la serie de cómics que acompaña a la serie animada The New Batman Adventures, ambientada en el Universo animado de DC.

### Las aventuras de Batman
Durante la serie de cómics The Batman Adventures, Roman Sionis es representado como un hombre de negocios que convirtió a su empresa en un gigante corporativo, hasta que Empresas Wayne resulta en la pérdida de su industria. Un asociado de Red Hood se acerca a Roman y lo convence de convertirse en Máscara Negra y liderar la Sociedad de la Cara Falsa, aunque finalmente es detenido por Batman.

### The Batman Strikes!
En los cómics de The Batman Strikes!, Máscara Negra extorsiona a Bruce Wayne para que haga un trato con él e intenta tomar el control total del inframundo criminal de Gotham deshaciéndose de sus otros villanos.

### Batman: Arkham Unhinged
Máscara Negra aparece en los números 35 a 37 (argumento "Aviso de evidencia") de Batman: Arkham Unhinged, el cómic precuela relacionado con el videojuego Batman: Arkham City.

### Injustice: Gods Among Us
En Injustice: Dioses entre nosotros, Máscara Negra se ve luchando contra la Liga de la Justicia durante el motín de Harley Quinn, y luego aparece en Year Five, donde se reúne con otros seis criminales (El Espantapájaros, El Sombrerero Loco, Man-Bat, Tigre de Bronce, Tweedledee y Tweedledum). Cuando Damian Wayne interviene en su reunión, los villanos lo dejan inconsciente hasta que Dick Grayson lo salva.

### Harley Quinn: The Animated Series: Legion of Bats!
En esta miniserie de seis números ambientada después de la temporada 3 de Harley Quinn, Black Mask aparece como el antagonista principal, conspirando para reunir un ejército de poderosos supervillanos para apoderarse de Ciudad Gótica y, posteriormente, del mundo. Como resultado, se encuentra en desacuerdo con Poison Ivy, que quiere usar algunos de los mismos villanos para su nueva Legión del Mal, así como con Harley Quinn y Bat Family.

## En otros medios

### Televisión

#### Acción en vivo
- Richard Sionis aparece en el drama de FOX TV Gotham, interpretado por Todd Stashwick. En el primer episodio de la temporada "The Mask", Sionis es el jefe de una importante organización financiera, que también es sede de una red de combate organizada secreta y brutal. Sionis enfrenta a los empleados en peleas por la muerte para asegurar puestos más lucrativos en la compañía, mientras se transmiten a algunos miembros de la élite de la ciudad. Cuando el detective James Gordon es sorprendido investigando el anillo de combate, el mismo Sionis, luciendo una máscara negra, intenta matar a Gordon, pero es eliminado y arrestado. Se demostró que fue encarcelado en Arkham Asylum en la segunda temporada hasta que se encuentra entre los reclusos nacidos por Tabitha Galavan. Cuando Richard rechazó la oferta de Theo Galavan de trabajar para él, fue estrangulado por el látigo y apuñalado repetidamente hasta la muerte por Tabitha para que sirva de advertencia a los demás internos.
- Roman Sionis/Black Mask aparece en la segunda temporada de Batwoman,[31] interpretado por Peter Outerbridge.[32] Esta versión lleva una máscara de calavera, es socio de Safiyah Sohail, la líder de la familia criminal Sionis, también conocida como la Sociedad de la Cara Falsa, y directora ejecutiva de Janus Cosmetics que culpa a la empresa de seguridad Crows y a Kate Kane/Batwoman por la muerte de su hija Circe Sionis en medio de una fuga masiva en Arkham Asylum causada por Alice. A lo largo de la temporada, tiene varios encuentros con Ryan Wilder/Batwoman mientras dirige una red de drogas "Snakebite" y contrata a Enigma para hipnotizar a Kane haciéndole creer que es una Circe desfigurada hasta que Alice y el "Equipo Batwoman" rescaten a Kane y deshagan su lavado de cerebro antes de frustrar el complot de Roman para provocar una ola de crímenes en Ciudad Gótica. Después de esto, Roman y Alice fueron enviados a Arkham.

#### Animación
- Máscara Negra aparece en la serie animada The Batman, con la voz de James Remar. Un poderoso señor del crimen con una vasta organización de secuaces, la máscara de esta versión es inamovible y no tiene huellas dactilares ni características distintivas, por lo que es imposible identificarlo. En "The Breakout", Máscara Negra amenaza con activar un potente generador de ondas de choque en Gotham City, pero Batgirl y Robin lo detienen mientras Batman desarma su dispositivo. En "Rumores", Black Mask es visto como uno de los muchos villanos capturados por el nuevo vigilante Rumor. En "The Batman / Superman Story (Part One)", Lex Luthor contrata a Máscara Negra, Clayface, Bane y el Sr. Frío para matar a Superman solo para que Batman y Robin aparezcan y los derroten. En "What Goes Up...", Máscara Negra contrata al Ladrón de Sombras para que lo saque del Arkham Asylum y robe un meteoro del Metal Nth para levantar el depósito de gemas de Gotham del suelo, aunque Batman, Robin y Hombre Halcón frustran su atraco.
- Máscara Negra aparece en Batman: The Brave and the Bold, con la voz de John DiMaggio.[33] Esta versión lleva una máscara donde se mueven los labios. En "¡La plaga de los prototipos!", Máscara Negra reprograma a los Bat-Robots para robar poderosos explosivos en un intento de destruir la mitad de Gotham, solo para ser derrotado por el Caballero Oscuro. En "Shadow of the Bat!", Máscara Negra es mordido por el vampiro Batman mientras roba un banco, aunque el final sugiere que el episodio fue simplemente un sueño.

### Películas

#### Acción en vivo
Ewan McGregor interpreta a Roman Sionis / Máscara Negra, en el universo compartido de DC Films.
- El personaje está referenciado en la película Justice League 2017. En el fondo del horizonte de Gotham City se puede ver una cartelera que muestra a Janus Cosmetics, la corporación de Sionis.[34]
- Máscara Negra se presenta en la película de 2020 Birds of Prey (and the Fantabulous Emancipation of One Harley Quinn).[35] El rodaje comenzó el 15 de enero de 2019.[36][37][4][5] Roman Beauvais Sionis es un narcisista señor del crimen que se hace pasar por el carismático propietario del "Black Mask Club", un club nocturno popular entre el elemento criminal de Gotham. Renegado por su familia después de llevar su negocio al suelo, Roman busca convertirse en el capo más poderoso de la ciudad para superar a su padre. Hace asesinar a la familia del crimen Bertinelli (aunque un miembro de la familia, Helena, sobrevivió a la masacre) para obtener un diamante incrustado con los números de cuenta de su fortuna. Cuando Cassandra Cain le roba el diamante, Sionis otorga una recompensa por su cabeza. En Amusement Mile, Harley Quinn, Canario Negro, Cazadora y Renée Montoya defienden a Cassandra de Sionis, quien se ha puesto su máscara negra característica y ha reunido a su Sociedad False Face. Máscara Negra dispara a Montoya y secuestra a Cassandra con Quinn en la persecución. Cassandra esconde una granada en el bolsillo de Máscara Negra y Quinn lo derriba del muelle, lo que hace que explote antes de golpear el agua debajo.

#### Animación
- Máscara Negra aparece en la película animada de 2010 Batman: Under The Red Hood con la voz de Wade Williams.[38] Esta versión se describe como el primer señor del crimen en tomar el control completo de Gotham City. A medida que una guerra masiva se intensifica cuando la misteriosa Capucha Roja intenta derrocar a Máscara Negra, este último es finalmente presionado para que el Joker salga de Arkham Asylum y mate al nuevo vigilante. En el epílogo, Batman aprende que Joker y Red Hood desaparecen mientras Máscara Negra espera el juicio por su presunta participación en la fuga de Joker.
- Máscara Negra aparece en la película de animación de 2016 Batman: Bad Blood con la voz de Steven Blum. Batman y Robin se enfrentan a él durante un trato de armas y su máscara se quema en su cara en la batalla posterior, después de lo cual es puesto bajo custodia policial.
- Máscara Negra aparece en Catwoman: Hunted, con la voz de Jonathan Banks. Esta versión es miembro de Leviathan.

### Videojuegos
- Batman: Dark Tomorrow (Michael Wright)
- Batman: Arkham City (Nolan North)
- DC Universe Online
- Lego Batman 2: DC Super Heroes
- Batman: Arkham Origins (Brian Bloom)